# Anticoma pushkini
Anticoma pushkini is een rondwormensoort uit de familie van de Anticomidae. De wetenschappelijke naam van de soort is voor het eerst geldig gepubliceerd in 1979 door Platonova, Belogurov & Sheenko.